# Zagrebački katolički list
Zagrebački katolički list bio je hrvatski katolički tjednik. U impressumu se vodio kao crkveno-pastoralni časopis. ISSN je 1334-434X.
List je izlazio od 4. siječnja 1851. godine sve do 28. prosinca 1876. godine u Zagrebu. Tiskao se kod Dragutina Albrechta.
Tekstovi u Zagrebačkom katoličkom listu bili su na hrvatskom i na latinskom, povremeno i na njemačkom. Tiskan je latinicom i staroslavenskom ćirilicom.
List je nastavio izlaziti kao Katolički list.

## Urednici
Uređivali su ga: Nikola Horvat, Josip Torbar, Šimun Balenović, Josip Reiger i Juraj Posilović.